# Grupa wschodnia języków południowosłowiańskich
Grupa wschodnia języków południowosłowiańskich lub grupa bułgarsko-macedońska – grupa dwóch blisko spokrewnionych ze sobą języków południowosłowiańskich, którą stanowią język bułgarski i macedoński. Stoi ona w opozycji do grupy zachodniej, którą stanowią język serbsko-chorwacki i język słoweński. Grupa ta posiada nie tylko swoiste cechy słowiańskie, ale też takie, które powstały pod wpływem języków niesłowiańskich, co tłumaczone jest sąsiedztwem tych języków również z niesłowiańskimi językami Bałkanów, należą zatem do tzw. bałkańskiej ligi językowej.

## Cechy wyróżniające bułgarski i macedoński na tle innych języków południowosłowiańskich
- akcent wydechowy połączony z brakiem rozróżnienia iloczasu i intonacji samogłosek
- rozróżnianie pierwotnych jerów – twardego i miękkiego
- brak wstawnego l
- końcówka deklinacji zaimkowo-przymiotnikowej -go

## Cechy wspólne bułgarskiego i macedońskiego z językami bałkańskimi
- zanik deklinacji
- powstanie rodzajnika postpozytywnego
- zanik bezokolicznika